# Seznam marinskih ekspedicijskih enot Korpusa mornariške pehote Združenih držav Amerike
Seznam marinskih ekspedicijskih enot Korpusa mornariške pehote ZDA.
- 11. marinska ekspedicijska enota (ZDA)
- 13. marinska ekspedicijska enota (ZDA)
- 15. marinska ekspedicijska enota (ZDA)
- 22. marinska ekspedicijska enota (ZDA)
- 24. marinska ekspedicijska enota (ZDA)
- 26. marinska ekspedicijska enota (ZDA)
- 31. marinska ekspedicijska enota (ZDA)